# 江吏部集
江吏部集（ごうりほうしゅう）は、平安時代の文人である大江匡衡の詩文集。

## 沿革
「江吏部」とは匡衡が大江氏であったことと、式部省の官人であったことから式部の唐名である「吏部」に由来する。寛弘8年（1011年）前後に成立。詩133首、詩序29首、和歌1首、和歌序1首を含む。全3巻。収録されている作品は部類別15門に分類し配列されており、中国の類書や千載佳句を手本としたと考えられている。
平安期文人で詩文集が現存する数少ない事例で、内閣文庫本、静嘉堂文庫本はじめ20ほどの近世を中心とする写本が現存している。最古の古写本は宮内庁書陵部所蔵本で、抄出本であるが奥書によれば大永6年（1526年）7月に「禁裏御本」を書写したものであるという。また、匡衡の漢文については47首が『本朝文粋』に収録されている。